# Rolf-Dieter Mönning

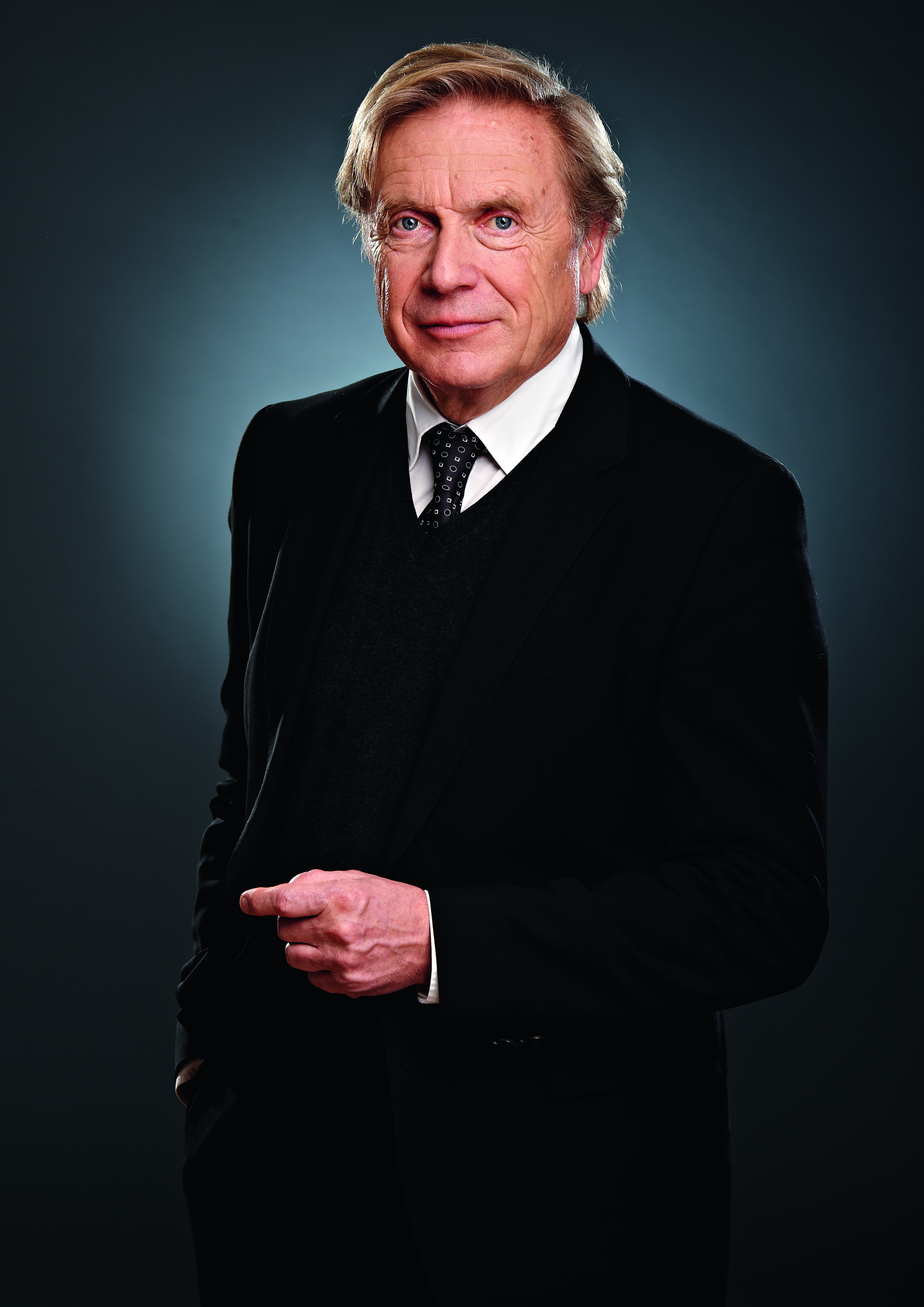
Rolf-Dieter Mönning (2012)

Rolf-Dieter Mönning (* 30. Januar 1948 in Bad Ems) ist ein deutscher Rechtsanwalt, Insolvenzverwalter und Professor für Unternehmensrecht an der Fachhochschule Aachen. Er wurde seit 1979 mit der Abwicklung von Konkurs-, Vergleichs-, Gesamtvollstreckungs- und Insolvenzverfahren beauftragt. Bis 2022 hat er knapp 4000 Verfahren aller Größenordnungen mit Schwerpunkt Fortführung und Sanierung bearbeitet (u. a. Cargolifter, Alemannia Aachen).Er ist Mitglied des Gravenbrucher Kreises, einer Vereinigung von Insolvenzverwaltern in Deutschland, dessen Sprecher er von 1998 bis 2001 war. Neben seiner Tätigkeit als Rechtsanwalt und Insolvenzverwalter veröffentlicht Mönning zu insolvenzrechtlichen Themen und ist als Gutachter für Unternehmen und Behörden tätig. Mit dem im RWS-Verlag erschienenen Fachbuch Betriebsfortführung in Restrukturierung und Insolvenz hat er erstmals ein Kompendium konzipiert und herausgegeben, das die Voraussetzungen wie die Schnittstellen zu den betriebswirtschaftlichen, administrativen und organisatorischen Voraussetzungen von Betriebsfortführungen umfassend beschreibt. Sein aktuellstes Werk Krisenfälle – Insolvenzen hautnah ist im Verlag R & W Fachmedien Recht und Wirtschaft erschienen.

## Leben und Ausbildung
Rolf-Dieter Mönning wurde als Sohn von Karl-Heinz und Elfriede Mönning geboren. Sein Vater war Betriebsleiter einer Textilfabrik. Mönning studierte von 1969 bis 1975 Rechtswissenschaften an der Universität zu Köln. 1978 wurde er beim Landgericht Aachen als Rechtsanwalt zugelassen. Nach seiner ersten Anstellung als Rechtsanwalt in der Sozietät Janssen – Cornette – Dr. Weber – Mönning von 1978 bis 1980 gründete er mit Rechtsanwalt Thomas Georg die Sozietät Mönning & Georg mit Sitz in Aachen und erweiterte diese um sieben Niederlassungen. 1997 promovierte Rolf-Dieter Mönning zum Dr. jur. an der Universität Maastricht. Nach der Umfirmierung von Mönning & Georg in Mönning & Partner Partnerschaftsgesellschaft Berlin im Jahr 2016 fusionierte die Kanzlei und firmiert seit 2017 als Mönning Feser Partner Rechtsanwälte Partnerschaftsgesellschaft Berlin, zudem wurde die Mönning Feser Partner Insolvenzverwalter Partnerschaftsgesellschaft  gegründet.

### Privatleben
Rolf-Dieter Mönning ist verheiratet mit der Rechtsanwältin Cornelia Mönning und hat eine Tochter sowie zwei Stieftöchter.

## Mitgliedschaften
- Seit 1992 Mitglied des Gravenbrucher Kreises und dessen Sprecher von 1998 bis 2001
- Seit 2000 Mitglied der vom Bundesminister für Wohnungsbau und Verkehr berufenen Expertenkommission „Wohnungswirtschaftlicher  Strukturwandel in den neuen Bundesländern“[7]
- Seit 2005 Mitglied im VID Verband  Insolvenzverwalter und Sachwalter Deutschlands ab 2007 Sprecher des Arbeitskreises Insolvenzplanverfahren und Eigenverwaltung[8]
- Seit 2012 Mitglied der  Bundesvereinigung Repositionierung Sanierung und Interim Management e. V. München[9]

## Publikationen (Auszug)
- Mönning: Krisenfälle – Insolvenzen hautnah, R&W Fachmedien Recht & Wirtschaft, dfv Mediengruppe
- Bearbeiter der §§ 11–34 (Eröffnungsverfahren), Lose Blatt Kom. Nerlich/Römermann, Beck-Verlag
- Bearbeiter Teil 5 (Der Insolvenzverwalter) und Teil 6 (Wirkungen der Verfahrenseröffnung) im Lose-Bl. Fachanwaltshandbuch Insolvenzrecht, RWS Verlag
- Mönning (Hrsg.): Betriebsfortführung in Restrukturierung und Insolvenz, 3. Auflage, Köln 2016, RWS Verlag
- (4. Auflage erscheint 2. Halbj. 2022)
- Sanierung und Restrukturierung, 19. September 2021: Geschäftsführung in der Krise: Entspannung oder weiter Ritt auf der Rasierklinge?
- Sanierung und Restrukturierung Online, 19. September 2021: Antragspflicht in der Krise?
- Sanierung und Restrukturierung Online, 12. Juni 2021: Keine Kompetenzen – Der Gläubigerbeirat nach dem StaRUG
- Sanierung und Restrukturierung Online, 12. Mai 2021: Stabilisierung: Ein kompliziertes Unterfangen!
- Sanierung und Restrukturierung Online, 18. Dezember 2020: Bundestag verabschiedet SanInsFoG – Vorschläge aus der Praxis finden Gehör
- Aachener Zeitung Nr. 266, 13. November 2020: Haugg beendet drittes Schutzschirmverfahren
- Schwarzwälder Bote Nr. 262, 11. November 2020: Schutzschirmverfahren erfolgreich abgeschlossen
- Bearbeiter der §§ 49–54, 58, 59 m Lose-Bl.Kommentar Nerlich/Römermann, StaRUG, Beck-Verlag (erscheint Juni 2021)
- Mönning: Der Gläubigerausschuß: Rechtliche Grundlagen, tatsächliche Bedeutung, strategische Überlegungen, in: Göb/Schnieders/Pollmächer (Hrsg.) Handbuch Gläubigerausschuß, Wolters/Kluwer, Düsseldorf 2021
- Mönning: Der Gläubigerausschuß: Rechtliche Grundlagen und tatsächliche Bedeutung, in: Göb/Schnieders/Mönig (Hrsg.), Praxishandbuch Gläubigerausschuß, 2016
- Mönning: Der Schutzschirm: Strategische Insolvenz und Haftung, in: Festschrift Kübler, München 2015, S. 431 ff
- Vallender/Mönning: Erfahrungen mit dem ESUG aus richterlicher und anwaltlicher Sicht, in: Heinrich (Hrsg.), Hochkonjunktur für die Sanierungspraxis, 2014, S. 87 ff
- Mönning: Neues Sanierungsrecht, RAW – Recht. Automobil. Wirtschaft 2013, S. 19 ff
- Mönning: Überwachung der Erfüllung des Insolvenzplans, in: Kübler (Herausgeber), Handbuch der Restrukturierung, RWS-Verlag 2012
- Mönning: Der Zwang zur Kooperation, Kompetenzen in der Eigenverwaltung, in: FS Wellensiek, S. 641–665
- Mönning: Beteiligung der Gläubiger bei der Auswahl des Insolvenzverwalters, in: FS Görg, S. 291 ff, 2010
- Mönning: Insolvenzverwalter als Arbeitgeber, in: Heinrich (Herausgeber), Wirtschaft im Umbruch, 2009
- Uhlenbruck/Mönning: Listing, Delisting und Bestellung von Insolvenzverwaltern, ZIP 2008, S. 157 ff
- Mönning/Zimmermann: Die Einstellungsverträge des Insolvenzverwalters, NZI 2008, S. 134 ff
- Mönning/Hage: Regulierung von Fortführungsverbindlichkeiten mittels Treuhandkonto, ZInsO 2005, S. 1185 ff
- Mönning: Curbing Secured Creditors: The German Experience-Comparative and International Perspectives on bankrupetucy law reform in the Netherlands, Tillburg 2001
- Mönning: Verwertung und Nutzung von Gegenständen mit Absonderungsrechten, in: Insolvenzrecht und in der Wissenschaft und Praxis FS für Wilhelm Uhlenbruck, Köln 2000
- Mönning: in: Nerlich/Römermann, InsO-Kommentar § 11–34 München 1999 ff
- Mönning: Die Auswahl des Insolvenzverwalters als Problem der Qualitätssicherung, in: Kölner Schrift zur Insolvenzordnung, Köln 1997
- Mönning: Betriebsfortführung in der Insolvenz, Köln 1997
- Mönning: Betriebsfortführung oder Liquidation – Entscheidungskriterien, in: Grütting, Insolvenzrecht, Köln 1996